# Gelenkte Demokratie
Gelenkte Demokratie oder Verwaltete Demokratie (englisch guided democracy oder managed democracy, russisch Управляемая демократия) bezeichnet eine formal demokratische Scheindemokratie oder illiberale Demokratie, die de facto als autoritäre oder in einigen Fällen als autokratische Regierung funktioniert. Oft nimmt sie die Form eines Dualen Staates, eines Maßnahmenstaates oder eines Staates im Staate an. Diese hybriden Regime werden durch formell freie und faire Wahlen zum Schein legitimiert, ändern aber nicht die Politik, die Motive und die Ziele des Staates. Das Konzept ist auch mit der Halbdemokratie verwandt, die auch als Anokratie bezeichnet wird oder mit der sanften Despotie. In der gelenkten Demokratie verhindert der ständige Einsatz von Propagandatechniken durch den Staat, dass die Wähler einen nennenswerten Einfluss auf die Politik ausüben können.
Angesichts affirmativer Demokratietheorien erscheint der Begriff als Oxymoron. Er bezeichnet Systeme, die nur formell demokratischen politischen Systemen entsprechen. Synonyme sind Scheindemokratie, Fassadendemokratie, illiberale Demokratie.
Die Vorstellung von einer notwendigen Lenkung, Steuerung oder Führung der Demokratie durch eine Elite wurde im 20. Jahrhundert von Walter Lippmann in Public Opinion (1922) und von Edward Bernays in seinem Werk Crystallizing Public Opinion (1923) entwickelt.
Der Begriff wird ursprünglich Konstantin Päts zugeschrieben, der ihn für das von ihm ab 1934 errichtete autoritäre Regime in Estland prägte. Die „Lenkung“ wird hierbei von der Regierung ausgeführt.
In einer verwandten Bedeutung wurde „gelenkte Demokratie“ (Demokrasi Terpimpin) 1959–1965  vom indonesischen Präsidenten Sukarno praktiziert. Die Lenkung bestand hierbei in den Versuchen des Präsidenten, die in die unterschiedlichen Ideologien des Kalten Krieges gespaltene Gesellschaft zusammenzuhalten.
Der Begriff „gelenkte Demokratie“ verbreitete sich während der ersten Regierungszeit des russischen Präsidenten Wladimir Putin ab der Jahrtausendwende, nachdem er mehrmals von Vertretern der russischen Regierung benutzt wurde. Der ehemalige Putin-Berater Wladislaw Surkow sprach im gleichen Sinn von „souveräner Demokratie“. Mit dem positiv konnotierten Wort „Demokratie“ soll dabei das eigentlich autoritäre Regime geschönt werden. Der Begriff wird in vielen Medien verwendet, um den im Putin-Regime zunehmenden Autoritarismus in Russland zu umschreiben. In Anlehnung daran wird der Begriff auch für andere Regierungen kritisch verwendet, allen voran für die Regierung von Ungarn unter Viktor Orbán.
Sheldon Wolin bezeichnet die modernen kapitalistischen Demokratien, besonders die US-amerikanische als gelenkt, genauer bezeichnet er sie als invertiert totalitär.